# Sončni bazen
Sončni bazen (ang. Solar Pond) je struktura napolnjena s slano vodo, ki se uporablja za shranjevanje velik količin sončne toplote. Ta toplota se potem uporablja za generiranje električne energije, ogrevanje, desalinizacijo in ohlajanje s pomočjo sončnega hladilnika.
Slana voda povzroči gradient slanosti - znan tudi kot haloklina. Manj slana voda plava na vrhu bolj slane vode. Slanost se povečuje s povečanjem globine:
Obstajajo tri ločene plasti vode v bazenu:
- Vrhnja manj slana plast
- Srednja izolacijska plast z gradientom slanosti povzroči gradient gostote, kar preprečuje izmenjevanje toplote s konvekcijo
- Spodnja bolj slana plast

Če je voda zelo prepustna za svetlobo in ima dno bazena veliko absorbcijo, se skoraj vse sončno sevanje porabi za segrevanje te plasti.
Ko voda absorbira sončno energijo se segreje, razširi (ekspandira) in se ji zmanjša gostota. Tako bi nizkogostotna voda plavala nad bolj gosto. Vendar gradient slanosti povzroči gostotni gradient in tako prepreči prehod konvektni tok toplote. Toplota vode na vrhu bazena je okrog 30 °C, na dnu pa lahko čez 90 °C. Primer v naravi je Sončno jezero na Sinajskem polotoku, Egipt.

## Prednosti in slabosti
- koncept je privlačen za države v razvoju, da se zgraditi zelo velike kolektorje z majhnimi stroški
- treba je dodajati vodo zaradi izhlapevanja zgornje plasti
- treba je umikati slane kristale, ki je lahko koristen produkt
- ni potrebe po dodatnem kolektorji

## Izkoristek
Če je toplota v rangu 70 to 80 °C in je temperatura okolice 20 °C, je največji teoretični termodinamični izkoristek 1−(273+20)/(273+80)=17%.